# Palazzo del ghiaccio Bol'šoj
Il Palazzo del ghiaccio Bol'šoj o Grande Palazzo del Ghiaccio (in russo Большой Ледовый дворец?, Bol'šoj Ledovyj dvorec) è un impianto costruito per ospitare alcune gare di hockey su ghiaccio dei XXII Giochi olimpici invernali di Soči 2014. La struttura è ubicata all'interno del Parco olimpico di Adler, distretto municipale di Soči, in Russia.

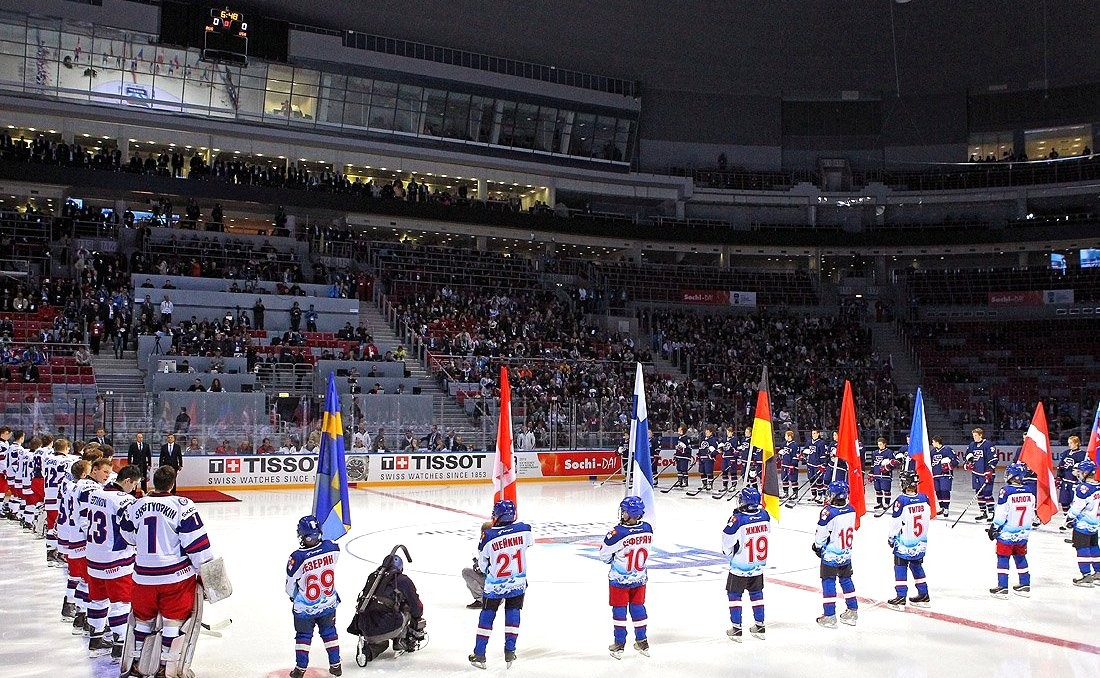
L'interno dell'impianto alla cerimonia di apertura del Campionato mondiale di hockey su ghiaccio Under-18 2013.

Il Bol'šoj è stato inaugurato nel 2012 ed il suo nome significa letteralmente "grande" o "maggiore", per cui il nome corretto sarebbe "Palazzo del ghiaccio Maggiore". La struttura è stata creata a somiglianza di un uovo di Fabergé.
È stato utilizzato per le partite del Campionato mondiale di hockey su ghiaccio Under-18 2013. Ha ospitato alcune partite di hockey su ghiaccio alle Olimpiadi invernali del 2014 insieme con la Šajba Arena. La struttura ha avuto un costo di circa 180,1 milioni di dollari, compreso le opere temporanee per le Olimpiadi. Dopo i Giochi olimpici l'edificio è utilizzato come palazzetto dello sport per l'HK Soči che milita in Kontinental Hockey League e come sala concerti.